# 夏目真悟
夏目 真悟（なつめ しんご、1980年9月26日 - ）は、日本の男性アニメーター、アニメーション演出家、アニメーション監督。青森県出身。
ゲーム会社でグラフィッカーとして働いていた後、アニメーターへ転身する。J.C.STAFF、ゴンゾ、シンエイ動画を歴てフリーランスで活躍中。

## 参加作品

### テレビアニメ
2003年
- まぶらほ（-2004年、動画・原画）

2005年
- スターシップ・オペレーターズ（原画）
- まほらば〜Heartful Days（動画・原画）
- 極上生徒会（原画・OP原画）
- ハチミツとクローバー（動画・原画）
- 灼眼のシャナ（-2006年、原画）

2006年
- N・H・Kにようこそ!（作画監督・原画・OP原画）
- ゼロの使い魔（原画）

2007年
- のだめカンタービレ（原画）
- NARUTO -ナルト- 疾風伝（-2017年、第二原画）
- 天元突破グレンラガン（原画・第二原画）
- ぼくらの（作画監督・原画・OP原画）
- THE SKULLMAN（原画）
- ドラゴノーツ -ザ・レゾナンス-（-2008年、OP原画）

2008年
- 絶対可憐チルドレン（原画）
- ドラえもん（原画）
- まかでみ・WAっしょい!（OP原画）
- 屍姫 赫（原画）

2009年
- ドルアーガの塔 〜the Sword of URUK〜（OP原画）
- 戦国BASARA（原画）
- うみものがたり 〜あなたがいてくれたコト〜（絵コンテ・演出・原画）
- 鋼の錬金術師 FULLMETAL ALCHEMIST（原画）

2010年
- 四畳半神話大系（絵コンテ・演出・原画）
- パンティ&ストッキングwithガーターベルト（原画）

2014年
- スペース☆ダンディ（監督・絵コンテ・演出・原画・ゲスト宇宙人デザイン）

2015年
- ワンパンマン（監督・絵コンテ・演出）

2017年
- ハイキュー!! 烏野高校 VS 白鳥沢学園高校（OP絵コンテ）
- ACCA13区監察課（監督・絵コンテ・演出）

2019年
- ブギーポップは笑わない（監督・絵コンテ・演出）

2021年
- Sonny Boy（監督・脚本・原作・絵コンテ・演出）

### 劇場アニメ
2005年
- 機動戦士ΖガンダムII 恋人たち（原画）

2006年
- 映画ドラえもん のび太の恐竜2006（原画）

2007年
- 映画ドラえもん のび太の新魔界大冒険 〜7人の魔法使い〜（原画）

2008年
- 映画ドラえもん のび太と緑の巨人伝（作画監督補佐）

2010年
- 宇宙ショーへようこそ（原画）

2011年
- 鋼の錬金術師 嘆きの丘の聖なる星（演出）

2017年
- 夜は短し歩けよ乙女（絵コンテ）

2027年
- ghost（仮）（監督・脚本）

### OVA
2005年
- カレイドスター Legend of phoenix 〜レイラ・ハミルトン物語〜（第二原画）

2012年
- 堀さんと宮村くん（監督）

2013年
- アイアンマン：ライズ・オブ・テクノヴォア（絵コンテ・演出・原画）

### Webアニメ
2022年
- 四畳半タイムマシンブルース（監督・絵コンテ）